# 諫早市立小長井中学校
諫早市立小長井中学校（いさはやしりつ こながいちゅうがっこう、Isahaya City Konagai Junior High School）は、長崎県諫早市小長井町小川原浦（おがわはらうら）にある公立中学校。

## 概要
歴史
1947年（昭和22年）の学制改革により、新制中学校「小長井村立小長井中学校」として創立。
校訓
「自律・創造・誠実」
校章
中央に「中」の文字を置いている。
校歌
作詞は原田精助、作曲は野中寅雄による。歌詞は3番まであり、校名は登場しない。
校区
諫早市立小長井小学校、諫早市立長里小学校、諫早市立遠竹小学校の校区（小長井町全域）。

## 沿革
- 1947年（昭和22年）4月1日 - 学制改革（六・三制の実施）が行われる。
  - 小長井国民学校の初等科が改組され、「小長井村立小長井小学校」となる。
  - 小長井国民学校の高等科と青年学校の普通科が改組され、新制中学校「小長井村立小長井中学校」が発足。当初小学校に併設される。
- 1949年（昭和24年）- 中学校の独立校舎（第一校舎6教室）が完成し、小学校との併設を解消。
- 1950年（昭和25年）10月 - 運動場が完成。
- 1951年（昭和26年）10月 - 第二・第三校舎が完成。
- 1953年（昭和28年）12月 - 第一茶園が完成。
- 1955年（昭和30年）5月 - 第二茶園が完成。特別教室が完成。
- 1957年（昭和32年）5月 - 水害により、第一校舎裏の石垣が崩壊。
- 1958年（昭和33年）2月  - ツツジ園が完成。
- 1966年（昭和41年）11月1日 - 小長井村が町制施行により小長井町となる。これにより「小長井町立小長井中学校」に改称。
- 1967年（昭和42年）12月 - 理科室が完成。
- 1968年（昭和43年）4月 - 牧の通学路を舗装。
- 1969年（昭和44年）3月 - 体育館が完成。
- 1971年（昭和46年）11月 - 旧小長井小学校校舎を改造[2]し、中学校技術室・美術室が完成。体育館地下室に武道場が完成。
- 1972年（昭和47年）7月 - 特殊学級を設置。
- 1978年（昭和53年）- 鉄筋コンクリート造の新校舎が完成。
- 1984年（昭和59年）- 窯業室が完成。
- 1985年（昭和60年）- 校訓碑を建立。
- 1988年（昭和63年）- 武道場が完成。
- 1991年（平成3年）- パソコン教室を設置。
- 1996年（平成8年）- 校舎の大規模改修を行う。
- 2001年（平成13年）- グラウンドの大規模改修を行う。
- 2005年（平成17年）3月1日 - 市町村合併により「諫早市立小長井中学校」（現校名）に改称。

## アクセス
最寄りの駅
- JR九州長崎本線 小長井駅

最寄りのバス停
- 県営バス 長戸バス停

最寄りの国道・県道
- 国道207号

## 周辺
- 諫早市立小長井小学校
- 小長井プール
- 小長井総合グラウンド
- 小長井文化ホール

## 関連事項
- 長崎県中学校一覧